# Gneu Tremel·li Escrofa
Gneu Tremel·li Escrofa (en llatí Cnaeus Tremellius Scrofa) va ser un magistrat romà del segle I aC. Era net de Luci Tremel·li Escrofa (Lucius Tremellius Scrofa).
Va ser també un escriptor sobre temes agrícoles i es menciona al tractat de Marc Terenci Varró, De Re Rustica, que l'elogia pels seus coneixements sobre agricultura. Probablement era el mateix personatge que el Cn. Tremellius que va ser un dels jutges del judici de Verres l'any 70 aC. El 69 aC va ser nomenat tribú militar per l'any següent. Després va ser un dels vint comissionats per dividir les terres de Campània sota la llei agrària de Juli Cèsar de l'any 59 aC, i probablement després va servir amb Cèsar a la Gàl·lia i hauria dirigit un exèrcit prop del Rin. Va ser pretor, però l'any del seu mandat és desconegut. Ciceró el menciona en la seva correspondència amb Tit Pomponi Àtic.